# Donja Brezna
Donja Brezna (cyr. Доња Брезна) – wieś w Czarnogórze, w gminie Plužine. W 2011 roku liczyła 146 mieszkańców.